# Mauretania Tingitana

Mauretania Tingitana var en romersk provins i den nordlige del af det der i dag er Marokko. Hovedstaden var Tingis (nuv. Tangier), som også gav provinsens dens navn. De vigtigste byer udover Tingis var Volubilis, Lixus og Tamuda. Meget af den hvede, der blev importeret til Rom og Italien blev produceret i provinsen og mange af de dyr, fx løver og leoparder, der blev brugt i gladiatorkampe blev indfanget her og sendt med skib til Rom og Pompeii.

## Historie
Mauretanien var oprindeligt et uafhængigt berberisk kongedømme der blev et romersk klientkongedømme i 1. århundrede f.v.t. da Augustus indsatte Juba 2. som vasal. I 40 e.v.t. blev området dog indlemmet i Romerriget som en provins af Claudius og delt i to, Mauretania Caesariensis mod øst og Mauretania Tingitana mod vest, ca. 60 km vest for Oran i Algeriet.
Som led i Diocletians reform af Romerrigets administrative strukturer i 296 blev Mauretania Tingitana lagt under dioceset Hispaniae. Mauretania Caesariensis blev en del af dioceset Africa indtil området blev erobret af vandaler i 5. århundrede. Den seneste kendte romerske statholder i provinsen var Lucilius Constantius i sidste halvdel af 4. århundrede, og i Notitia Dignitatum nævnes det at en anseelig hær som bestod af to legioner, tre vexillationes og to auxilia palatina havde kvarter ved Tingis. Det fremgår sammesteds at begge de mauretanske provinser var underlagt samme militærkommando.
De germanske vandaler havde i 422 under deres konge Gunderik skabt et rige i den tidligere romerske provins Hispania Baetica i Sydspanien, og med det som udgangspunkt havde de i de følgende år foretaget en række plyndringstogter i Mauretanien. I 427 trodsede kommandanten i Africa, Bonifacius, en ordre om at træde tilbage og besejrede en romersk hær der blev sendt imod ham. Det følgende år led dog nederlag til en ny hær og sendte derpå bud til den vandalske konge i Baetica om hjælp. Bonifacius skaffede en flåde der kunne transportere en hær over Gibraltarstrædet til Tingis, men trods hans intentioner om det modsatte kunne kan ikke kontrollere vandalerne. De fortsatte mod Karthago som de plyndrede og etablerede endnu et rige der.
I 533 generobrede den byzantinske general Belisarius hele det tidligere afrikanske dioces fra vandalerne, så det tilbageværende romerske imperium atter kontrollerede næsten hele den sydlige middelhavskyst. Den vestligste del af Mauretanien var på dette tidspunkt under de lokal maureres kontrol, men den nyetablerede Dux Mauretaniae opretholdt en forpost ved Septem (nu Ceuta), der reelt var en enklave helt omgivet af maurisk territorium.
Da islamiske styrker under umayyadekalifferne erobrede Nordafrika i 7. og 8. århundrede blev hele Mauretanien genforenet i én provins kaldet al-Maghrib, der betyder ”vesten”, hvilket stadig er det officielle navn for kongeriget Marokko.

Arkæologiske levn fra den romerske periode omfatter ruinerne af byen Volubilis, et administrativt center der bl.a. husede et af Gordius’ paladser og Augusta Zilil. Ifølge kristen tradition mødte Skt. Marcellus sit martyrium 28. juli 298 i Tingis.